# Bremedia Produktion
Die Bremedia Produktion GmbH ist eine Medienproduktionsgesellschaft mit Sitz in Bremen.
Das Unternehmen spezialisiert sich auf die Entwicklung, Produktion und Distribution von audiovisuellen Inhalten und übernimmt die wesentlichen Produktionen sowie die Personalführung der öffentlich-rechtlichen Anstalt Radio Bremen. 
Alle relevanten Gewerke für Film/Fernsehen, Hörfunk/Audioproduktion und Online werden bei der Bremedia GmbH in der Großenstraße, in der Bremer Altstadt unter einem Dach crossmedial vereint.
2020 findet die Verschmelzung der Radio Bremen Media GmbH mit der Bremedia statt. Künftig ist die Tochter Radio Bremens auch für die Abwicklung des Werbegeschäfts zuständig
Die Bremedia beschäftigt derzeit rund 300 Mitarbeitende.

## Geschichte und Struktur

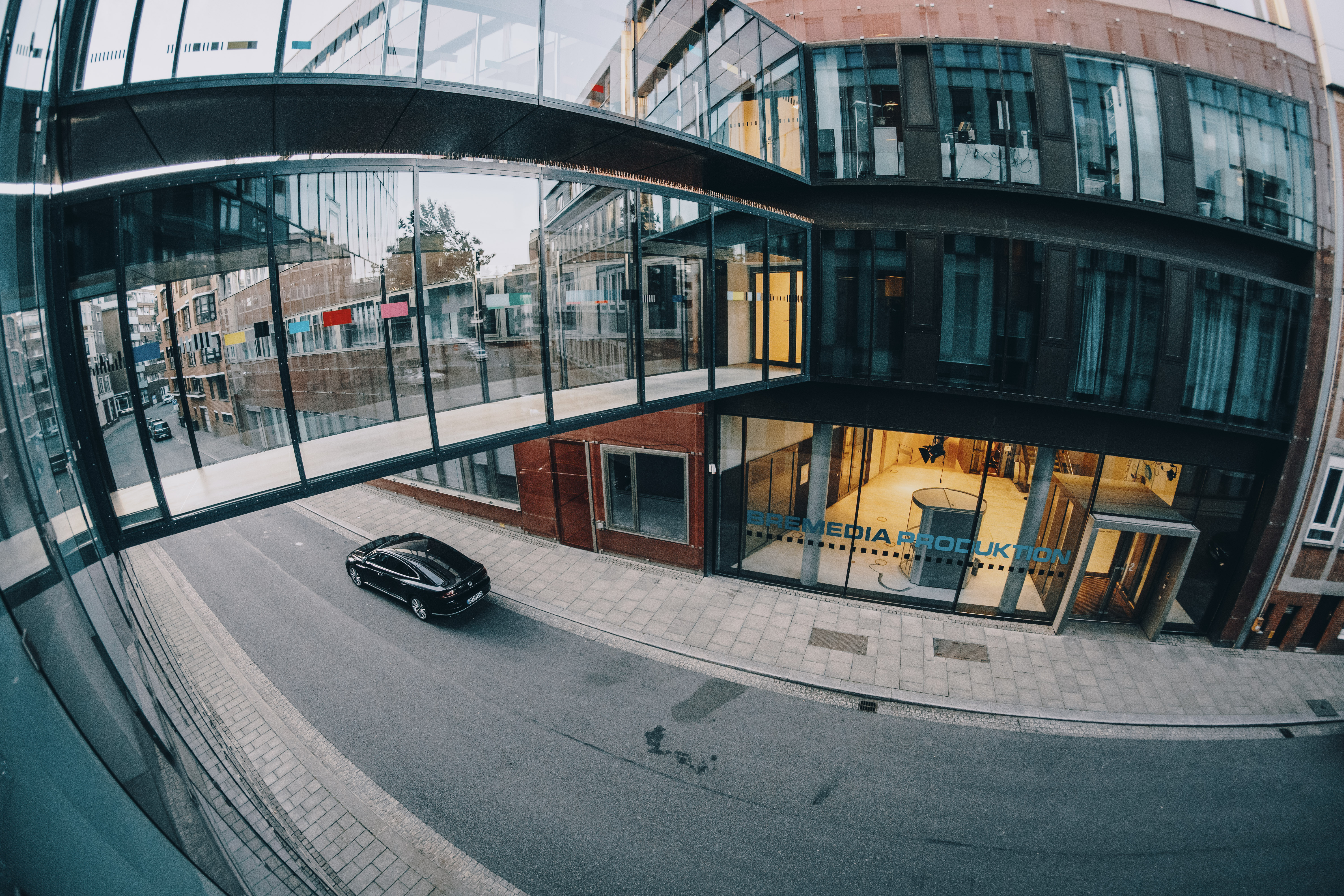
Hauptgebäude der Bremedia Produktion GmbH

Die im November 2005 im Rahmen einer Public Private Partnership gegründete Bremedia Produktion GmbH nahm den regulären Geschäftsbetrieb am 1. April 2006 auf. Das Unternehmen ist seit September 2018 eine 100%-Tochter von Radio Bremen. Zuvor wurden 51 Prozent von der Rundfunkanstalt gehalten und 49 Prozent von der Bavaria Film GmbH. Die Bremedia arbeitet „trimedial“: Film- und Fernseh-, Hörfunk- und Online-Produktion.
Sie ist mit der technischen Umsetzung, Produktion und Sendeabwicklung von Radio Bremen beauftragt. Mit einem crossmedialen Ansatz werden bei der Bremedia Produktion Filme, Fernsehsendungen und Hörfunkprogramme aller Art, Dokumentationen, Spiel-, Werbe- sowie Imagefilme produziert und Internetpräsenzen realisiert. Auch die Stoffentwicklung für sämtliche Formate zählt zum Portfolio. Darüber hinaus ist die Bremedia mit Hilfe ihrer Übertragungswagen technischer Dienstleister für Außenübertragungen, Streamings und Live-Übertragungen.
2023 gründet sich das hauseigene Doku-Label Dokness, dass sich auf Reportagen und Dokumentationen fokussiert.  
Geschäftsführende sind Heidi Bruns und Jan Schrader.

## Produktionen
Neben Dokumentationen, Reportagen, Image- sowie Werbefilme, wird seit 2005 auch der Bremer Tatort sowie die älteste Talkshow Deutschlands „3nach9“ von der Bremedia produziert. In den Studios an der Weser wird zudem das tägliche Nachrichtenmagazin „buten un binnen“ realisiert.

### Filme
- 2025: Tatort - Wenn man nur einen retten könnte (AT)
- 2024: Tatort - Solange du atmest
- 2024: Der Bremerhaven-Krimi. Tödlicher Verrat (AT)
- 2023: Tatort – Driving Home for Christmas (AT)
- 2023: Tatort – Angst im Dunkeln
- 2023: Der Bremerhaven-Krimi: Tödliche Fracht
- 2022: Tatort – Donuts
- 2022: Tatort – Liebeswut
- 2021: Sechs auf einen Streich: Der Geist im Glas
- 2021: Tatort – Und immer gewinnt die Nacht
- 2020: Tatort – Neugeboren
- 2019: Sechs auf einen Streich – Das Märchen von den zwölf Monaten
- 2018: Tatort – Wo ist nur mein Schatz geblieben?
- 2017: Tatort – Zurück ins Licht
- 2017: Tatort – Nachtsicht
- 2016: Tatort – Echolot
- 2016: Tatort – Der hundertste Affe
- 2016: Sechs auf einen Streich – Prinz Himmelblau und Fee Lupine
- 2015: Sechs auf einen Streich – Nussknacker und Mausekönig
- 2014: Sechs auf einen Streich – Von einem, der auszog das Fürchten zu lernen
- 2014: Tatort – Die Wiederkehr
- 2014: Tatort – Wer Wind erntet, sät Sturm
- 2013: Von jetzt an kein zurück  (Koproduktion)
- 2013: Tatort – Brüder
- 2013: Tatort – Alle meine Jungs
- 2012: Tatort – Puppenspieler
- 2012: Tatort – Er wird töten
- 2011: GSI – Spezialeinheit Göteborg – Weißes Gold
- 2011: Jack Taylor – Tage der Vergeltung (Koproduktion)
- 2011: Tatort – Hochzeitsnacht
- 2011: Nils Holgerssons wunderbare Reise (Koproduktion)
- 2011: Tatort – Ordnung im Lot
- 2011: Tod einer Brieftaube
- 2010: Zum Kuckuck mit der Liebe
- 2010: Der Verdingbub (Koproduktion)
- 2010: Tatort – Stille Wasser
- 2010: Tatort – Der illegale Tod
- 2010: Mörderisches Wespennest
- 2010: Generation Einheit auf Reisen
- 2009: Tatort – Königskinder
- 2009: Mörder auf Amrum
- 2009: Die Bremer Stadtmusikanten
- 2009: Gier  TV-Mehrteiler
- 2009: Tatort – Schlafende Hunde
- 2008: Summertime Blues
- 2008: Koffie to go
- 2008: Tatort – Schiffe versenken
- 2008: Tatort – Tote Männer
- 2007:Tatort – Familienaufstellung
- 2007: Der Tote in der Mauer
- 2007: Mit Pauken und Trompeten – Der Bremer Freimarktsumzug 2007
- 2007: Tatort – Strahlende Zukunft
- 2006: Tatort – Schwelbrand
- 2007: Liebling, wir haben geerbt!

### Dokumentationen und Reportagen
- 2023: Auf’m Trecker Best of
- 2023: Auf’m Trecker
- 2023: Past Forward: Nahostkonflikt – wie fing das an?
- 2023: Kultige Kohlfahrten. Gastronomie im Ausnahmezustand
- 2023: Märchenreise – Schneewittchen
- 2023: Märchenreise – Rumpelstilzchen
- 2023: Märchenreise – Drei Haselnüsse für Aschenbrödel
- 2022: Auf’m Mustang
- 2022: Heimreise in den Krieg
- 2022: Die Nordreportage – Naturschutz mit der Kettensäge
- 2022: Im Rausch – Christiane F. – Wir Kinder vom Bahnhof Zoo
- 2022: NDR Nordreportage – Mit Blaulicht durch die Silvesternacht
- 2021: Leben ohne Erinnerung
- 2021: Rita Hayworth – Zu viel vom Leben
- 2021: Sportclub Story – Werder Bremen: Nie mehr erste Liga?
- 2021: Anpacken für die Jungfernfahrt – Die neue Elbfähre
- 2021: Vom Nazi zum englischen Fußballidol – Die Torwartlegende Bert Trautmann
- 2021: Milli Vanilli – From Fame to Shame
- 2021: Die Nordreportage – Die Abschlepper aus der Wesermarsch
- 2021: KiKA – Zeig mir Feiertage – Kurz erklärt
- 2020: Die Nordreportage – Silvester
- 2020: Arte – Das Boot – Welterfolg aus der Tiefe
- 2020: Geschichte im Ersten – Stramm Rechts im Parlament
- 2020: Die Nordreportage – Der Bremer Sträucherheld
- 2020: KiKA – Zeig mir Feiertage – Kurz erklärt
- 2020: KiKA – Zeig mir Feiertage!
- 2020: Sportclub Story – Ken Wunder – Werder am Abgrund
- 2020: Exclusiv im Ersten – Der nächste wird ein Elektro – wirklich?
- 2020: Schau in meine Welt: Andriy und Bahzad – Stark werden in der Hood
- 2020: Die Story im Ersten – Dem Sterben zum Trotz
- 2020: Die Nordstory – Neues Leben im alten Hafen
- 2020: Die Nordreportage – Silvesteralarm bei der Feuerwehr
- 2019: ZDFzoom – Weiterbildung ohne Sinn
- 2019: Schau in meine Welt: David – Baseball wie in Amerika
- 2019: Die Story im Ersten – Bomben im Meer
- 2019: Schau in meine Welt: Coco und Tshering – Online in London und Bhutan
- 2019: Typisch! Die Tischlerin vom Teufelsmoor
- 2019: Die Story im Ersten: Das Märchen von der Inklusion
- 2019: Geschichte im Ersten: Als Mutti arbeiten ging – 70 Jahre Gleichberechtigung
- 2019: Schau in meine Welt: Dana – Tanz auf Kufen
- 2019: NaturNah – Die Bremer Stadtbauern
- 2018: Die Story im Ersten – Schiffe versenken
- 2018: Johanna und Paula – Die Fischerschwestern
- 2018: Schau in meine Welt: David – Alles für den Songcontest
- 2018: Das Geiseldrama von Gladbeck – Danach war alles anders
- 2018: 1968 – (k)ein Jahr wie jedes andere
- 2018: Kampfhunde
- 2018: Die Durstlöscher
- 2018: Daria – Plattdeutsch
- 2018: Unter deutschen Dächern
- 2017: Sophia – Im Reich der 88 Tasten
- 2017: Phil – Der Rettungsschwimmer
- 2016: Unsere Städte nach ’45 (2 Filme)
- 2015: Gott und die Welt – 11 Götter sollt ihr sein. Fußball als Ersatzreligion
- 2015: Unter Deutschen Dächern – Spritzen für die Schönheit
- 2013: die story – Herr der Schiffe
- 2012: 45 Min – Obdachlos. Wenn das Leben entgleist
- 2012: 45 Min – Von der Mutter missbraucht
- 2012: Funkytown – Minneapolis
- 2011: Ich – Udo starring Udo Kier
- 2011: Höchstpersönlich – Promi-Weihnachtsspecial
- 2011: 45 Min – Wenn der Job nicht zum Leben reicht
- 2011: Die Reportage – Großbaustelle im Meer
- 2011: Höchstpersönlich – Nelson Müller
- 2011: Höchstpersönlich – Nazan Eckes
- 2011: Höchstpersönlich – Ulla Kock am Brink
- 2011: Höchstpersönlich – Jenny Elvers-Elbertzhagen
- 2011: Höchstpersönlich – Annett Louisan
- 2011: Höchstpersönlich – Stefanie Hertel & Stefan Mross
- 2010: Volker Sommer – Ich bin ein Menschenaffe
- 2010: Tagebuch eines Lagerkommandanten
- 2010: Höchstpersönlich – Gesine Cukrowski
- 2010: Höchstpersönlich – Dominic Raacke
- 2010: Höchstpersönlich – Vicky Leandros
- 2010: Höchstpersönlich – Lea Linster
- 2010: Höchstpersönlich – Frauke Ludowig
- 2010: Höchstpersönlich – Michael Schanze
- 2010: Höchstpersönlich – Johann Lafer
- 2009: Höchstpersönlich – Scorpions
- 2009: Höchstpersönlich – David Garrett
- 2009: Höchstpersönlich – Chris Howland
- 2009: Höchstpersönlich – Barbara Schöneberger
- 2009: Höchstpersönlich – Dieter Wedel
- 2009: Mein Leben – Feridun Zaimoglu
- 2009: Höchstpersönlich – Hannes Jaenicke
- 2009: Höchstpersönlich – Tim Mälzer
- 2009: Höchstpersönlich – Janina Hartwig
- 2009: Höchstpersönlich – Paul Potts
- 2009: Höchstpersönlich – Roberto Blanco
- 2009: Höchstpersönlich – Ingrid van Bergen
- 2009: die story – Erpresst von Piraten. Deutsche. Geiseln im Golf von Aden
- 2009: Höchstpersönlich – Armin Mueller-Stahl
- 2009: Höchstpersönlich – James Last
- 2009: Höchstpersönlich – Cornelia Poletto
- 2009: Höchstpersönlich – Horst Janson
- 2009: Höchstpersönlich – Roger Cicero
- 2008: Die großen Kriminalfälle – Der Oma-Mörder von Bremerhaven
- 2008: Höchstpersönlich – Doris Kunstmann
- 2008: Höchstpersönlich – Axel Prahl
- 2007: Höchstpersönlich – Erol Sander
- 2007: Höchstpersönlich – Alexander Fürst zu Schaumburg-Lippe
- 2007: Höchstpersönlich – Jutta Speidel
- 2007: Höchstpersönlich – Ann-Kathrin Kramer
- 2007: Höchstpersönlich – Armin Mueller-Stahl
- 2007: Höchstpersönlich – Hansi Hinterseer
- 2007: Höchstpersönlich – Gunilla Gräfin von Bismarck
- 2007: Im Auge des Kalligrafen
- 2007: Ben Becker – Ein Leben
- 2006: Höchstpersönlich – Georg Uecker

### Show und Regionalfernsehen
- 2019: Bürgerschaftswahl in Bremen 2019
- 2019: buten un binnen Wahllokal
- 2012: LateLine
- seit 2017: arte in concert
- seit 2006: 3nach9
- seit 2006: buten un binnen
- seit 2006: Bremer Fernsehpreis